# Giovanni Battista Ferrandini
Giovanni Battista Ferrandini (Venezia, 1710 circa – Monaco di Baviera, 25 novembre 1791) è stato un compositore italiano.
Ferrandini si formò musicalmente sotto l'insegnamento di Antonio Biffi presso il Conservatorio dei Mendicanti a Venezia e completò la sua educazione presumibilmente con Pietro Torri e Antonio Bernabei a Monaco. Giunse in questa città a dodici anni e, nonostante la sua giovane età, ben presto diventò oboista presso la cappella di corte. Nel 1732 fu elevato a Kammerkomponist (compositore da camera) e nel 1737 a Direktor der Kammermusik (direttore della musica da camera). A Monaco compose l'opera Catone in Utica per inaugurare la solenne apertura del teatro di corte Teatro Cuvilliés nel 1753, realizzato dall'architetto di corte bavarese François de Cuvilliés il vecchio. 
Nel 1735, per il 'revival' italiano voluto dal re, curò la ripresa dell'opera Alessandro nell'Indie di Leonardo Vinci, componendo per essa una nuova sinfonia e alcune nuove arie, mantenendone altre e aggiungendone un paio, alla fine del secondo atto (...) di Domenico Sarro e ad inizio terzo Vede il nocchier la sponda conosce di Johann Adolf Hasse. 
Nel 1755 Ferrandini lasciò Monaco per trasferirsi a Padova, dove fondò un'accademia musicale. 
Anche a Padova fu un compositore molto stimato, tanto da ricevere la visita di Leopold Mozart e del figlio Wolfgang Amadeus. 
Tornò definitivamente a Monaco nel 1790.